# Visoka Greda
Visoka Greda falu Horvátországban, Bród-Szávamente megyében. Közigazgatásilag Vrbjéhez tartozik.

## Fekvése
Bródtól légvonalban 53, közúton 64 km-re nyugatra, Pozsegától   légvonalban 30, közúton 39 km-re délnyugatra, községközpontjától légvonalban 7, közúton 21 km-re nyugatra, Nyugat-Szlavóniában, az A3-as autópálya és a Száva között, a Šumetlica-patak bal partján fekszik.

## Története
A 19. század végén keletkezett Mačkovac Visoka Greda nevű határrészén. A falunak 1890-ben 68, 1910-ben 217 lakosa volt. Az 1910-es népszámlálás szerint teljes lakossága horvát anyanyelvű volt. Pozsega vármegye Újgradiskai járásának része volt. Az első világháború után 1918-ban az új szerb-horvát-szlovén állam, majd később (1929-ben) Jugoszlávia része lett. A település 1991-től a független Horvátországhoz tartozik. 1991-ben lakosságának 98%-a horvát nemzetiségű volt. 2011-ben a településnek 217 lakosa volt. 

## Lakossága
| Lakosság változása | Lakosság változása | Lakosság változása | Lakosság változása | Lakosság változása | Lakosság változása | Lakosság változása | Lakosság változása | Lakosság változása | Lakosság változása | Lakosság változása | Lakosság változása | Lakosság változása | Lakosság változása | Lakosság változása | Lakosság változása |
| ------------------ | ------------------ | ------------------ | ------------------ | ------------------ | ------------------ | ------------------ | ------------------ | ------------------ | ------------------ | ------------------ | ------------------ | ------------------ | ------------------ | ------------------ | ------------------ |
| 1857               | 1869               | 1880               | 1890               | 1900               | 1910               | 1921               | 1931               | 1948               | 1953               | 1961               | 1971               | 1981               | 1991               | 2001               | 2011               |
| 0                  | 0                  | 0                  | 68                 | 141                | 217                | 226                | 287                | 344                | 352                | 370                | 423                | 293                | 289                | 286                | 217                |

(1921-ig településrészként, 1931-től önálló településként.)

## Nevezetességei
Jézus Szíve tiszteletére szentelt római katolikus kápolnája 1927-ben épült. Azelőtt a helyén egy feszület állt. A kápolna Jézus-szobrát Lojzika Ulman szobrászművésznő alkotta. 1983-ban az épületet felújították.